# Pandemia di COVID-19 nella Città del Vaticano
La pandemia di COVID-19 nella Città del Vaticano è iniziata il 5 marzo 2020, quando il primo caso è stato confermato.
Le misure di blocco dell'Italia sono state riprese a Città del Vaticano. Pertanto, le attrazioni turistiche sono state chiuse. Per evitare incontri pubblici e la trasmissione del virus, papa Francesco ha annullato le sue apparizioni regolari in pubblico e le ha invece trasmesse in streaming su Internet.

## Antefatti
Il 12 gennaio 2020, l'Organizzazione mondiale della sanità (OMS) ha confermato che un nuovo coronavirus era la causa di una nuova infezione polmonare che aveva colpito diversi abitanti della città di Wuhan, nella provincia cinese dell'Hubei, il cui caso era stato portato all'attenzione dell'OMS il 31 dicembre 2019.
Sebbene nel tempo il tasso di mortalità del COVID-19 si sia rivelato decisamente più basso di quello dell'epidemia di SARS che aveva imperversato nel 2003, la trasmissione del virus SARS-CoV-2, alla base del COVID-19, è risultata essere molto più ampia di quella del precedente virus del 2003, ed ha portato a un numero totale di morti molto più elevato.

## Cronologia
Il 5 marzo, la Città del Vaticano ha confermato un caso nel proprio territorio.
Come misura per evitare affollamenti in piazza San Pietro, il Vaticano ha confermato che il papa non si affaccerà sulla folla di credenti durante l'appuntamento domenicale dell'Angelus Domini.
Le misure di blocco dell'Italia sono state riprese a Città del Vaticano. Pertanto, le attrazioni turistiche sono state chiuse. Per evitare incontri pubblici e la trasmissione del virus, papa Francesco ha annullato le sue apparizioni regolari in pubblico e le ha invece trasmesse in streaming su Internet.
Il 20 marzo 2020, papa Francesco ha annunciato il lancio della Commissione Vaticana COVID-19, sotto la direzione del Dicastero per il servizio dello sviluppo umano integrale, per preparare il futuro post-Covid-19.
Il 24 marzo Matteo Bruni, direttore della sala stampa vaticana, ha comunicato la positività di altri tre residenti della Città del Vaticano: un dipendente dell'Ufficio Merci e due dipendenti dei Musei Vaticani, i quali sono stati subito posti in isolamento. Due giorni dopo, il 26 marzo, è stato riscontrato un nuovo caso di positività al virus: si tratta di un prelato in servizio presso la Segreteria di Stato della Santa Sede, a cui è seguita la positività anche per un suo collaboratore.
Il 7 aprile un'ottava persona, dipendente della Santa Sede, è risultata positiva al virus. Contestualmente è stata annunciata la guarigione di due persone precedentemente risultate contagiate.
Il 5 maggio 2023, l'Organizzazione mondiale della sanità dichiara ufficialmente la fine della pandemia.